# Postklassieke periode (Meso-Amerika)

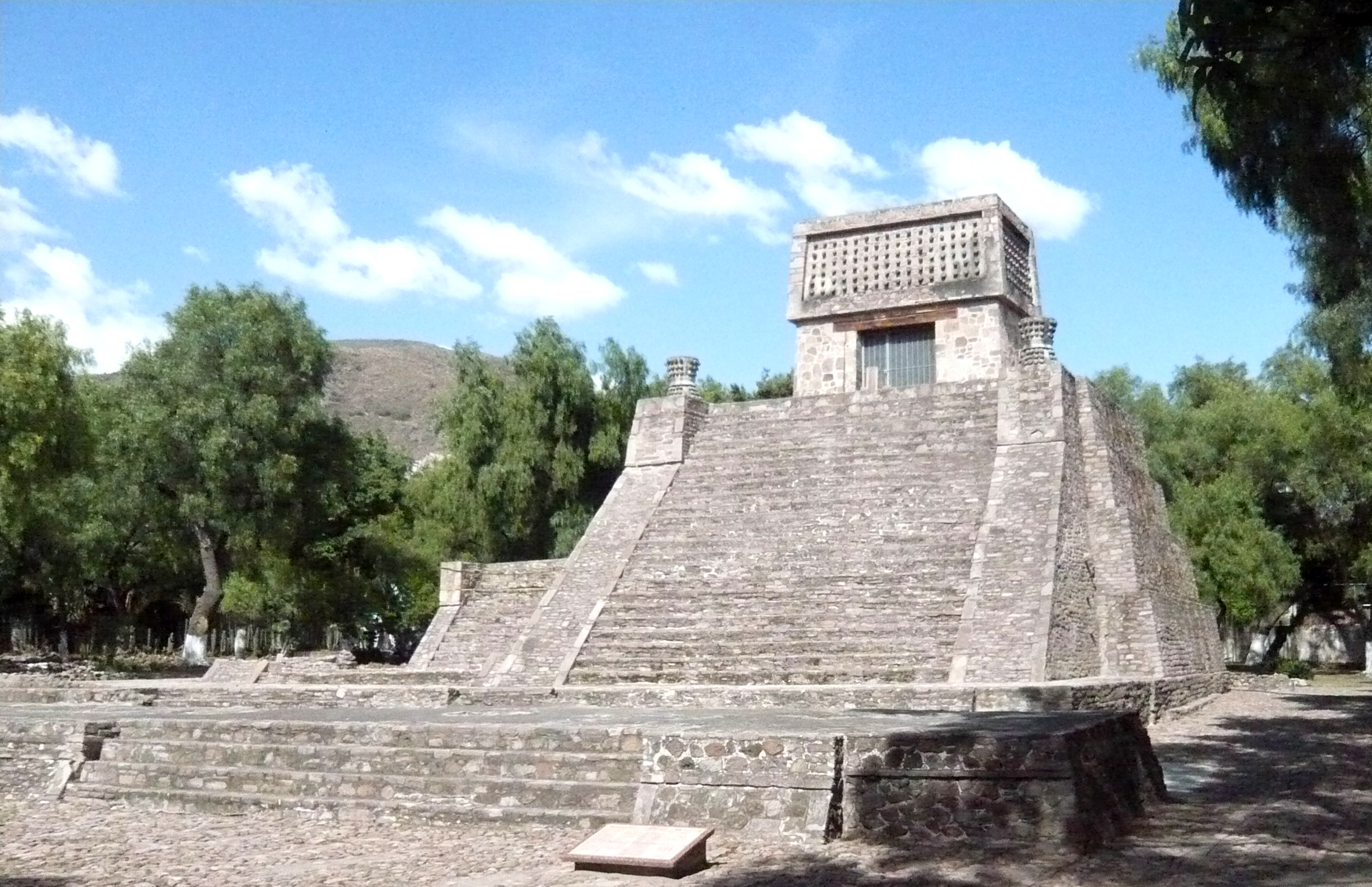
Azteekse tempel van Sta. Cecilia Acatitlan

De postklassieke periode van Meso-Amerika duurde van 900 tot de Spaanse verovering in de zestiende eeuw. Dit was de tijd waarin de Azteken leefden. De postklassieke periode wordt doorgaan onderverdeeld in vroeg post-klassiek (900-1200) en laat post-klassiek (1200-1519). Ze werd voorafgegaan door de klassieke periode van Meso-Amerika.
Het zuidelijke deel van Meso-Amerika (El Salvador, zuid/centraal Honduras, zuid Nicaragua en Noordwest-Costa Rica) werd in deze periode echt deel van het gebied. Dit door de migratie van volkeren uit Mexico zoals de aan de Azteken verwant zijnde Nicarao (migratie rond 1350).

## Verval van de Maya's
Rond 900 werd het Peténgebied nagenoeg verlaten en trokken de Maya's naar het noorden (Yucatán), westen (onder andere de regio Puuc, waar Uxmal ligt) en zuiden (de Guatemalteekse bergen). De Mayacultuur werd hier sterk beïnvloed door Centraal-Mexico, voornamelijk door de nieuwe grootmacht hier, de Tolteken (tussen ongeveer 900 en 1200). Chichén Itzá leek in sommige opzichten op de Tolteekse hoofdstad Tula (zoals dat eerder het geval was met Teotihuacán en Kaminaljuyu). Een van de bekendste verhalen uit Meso-Amerika vertelt hoe de Tolteekse heerser Ce Acatl Topiltzin Quetzalcoatl in de 10e eeuw na ruzie met Tezcatlipoca de stad Tula moest verlaten. Hij vluchtte naar het oosten en voer op een vlot van slangen weg over het water. Even later verscheen in de Mayastad Chichen Itza een figuur genaamd Kukulkan, de Yucateeks-Maya benaming van Quetzalcoatl. Wat er van dit verhaal historisch waar is, is moeilijk te zeggen. In ieder geval lijken er in de Mayastad verschillende bouwfases aanwezig, de oudere meer Maya, de jongere meer Centraal-Mexicaans/Tolteeks. Overigens is er ook andersom invloed. De Maya's hebben bijvoorbeeld de Centraal-Mexicaanse stad Xochicalco sterk beïnvloed.
De Maya’s woonden vanaf 1200 vooral in de hooglanden van Chiapas en Guatemala en in Yucatán. Ook in deze laatste periode was er niet zo iets als een Mayarijk, maar wel belangrijke en minder belangrijke stadstaten. Uxmal en Chichén Itzá waren het belangrijkst tussen klassiek (eind 900) en postklassiek en na 1200 (tot 1450) was de stad Mayapán (Yucatán) het machtigst. Bij de komst van de Spanjaarden was er in Yucatán niet echt meer één machtcentrum maar ongeveer 20 even sterke staten. In de hooglanden was er wel weer één groep die het machtigst was: de K'iche'. Overigens kende het tussenliggende gebied (Petén) dan ook weer belangrijke steden. De laatste onafhankelijke Mayastadstaat Tayasal, die pas in 1697 door de Spanjaarden veroverd werd, bevond zich op een eiland in het grote Meer van Petén Itzá.

## Tolteken
Het machtsvacuüm dat Teotihuacán had achtergelaten in het Dal van Mexico werd aanvankelijk opgevuld door Xochicalco, en later door de Tolteken. De Tolteken kwamen op rond het jaar 900. Zij wisten hun macht vanuit hun hoofdstad Tollan over een groot deel van Meso-Amerika uit te breiden. Ze stonden bij latere volken in groot aanzien, sommige Azteekse goden vinden waarschijnlijk hun oorsprong in Tolteekse leiders als Ce Tecpatl Mixcoatl en Topiltzin Ce Acatl Quetzalcoatl. In 1168 (jaartal onzeker) werd Tollan vernietigd door de Chichimeken, waar waarschijnlijk de Azteken deel van uitmaakten.

## Azteken
Na de Tolteken (dwz. na 1200) duurde het een tijd voordat het centrale hoogland weer gedomineerd werd door een enkele culturele groep, ditmaal de Azteken (eigen naam: “Mexicah”, Mexicanen). Volgens hun eigen verhalen kwamen de Azteken uit het noorden en dat lijkt aannemelijk aangezien bijna alle andere Uto-Azteekse volkeren ten noorden van de Azteken woonden, zoals de Hopi en de Ute. De Azteken waren een van vele kleine groepen migranten en vestigden zich uiteindelijk op eilanden in het Texcocomeer. Binnen honderd jaar (1438-1519) bouwden ze het grootste rijk dat Meso-Amerika ooit gekend heeft op. Hun hoofdstad, Tenochtitlan, gelegen in het meer, is te vergelijken met Venetië, ook al was het veel groter met een geschatte bevolking van minimaal 200.000 inwoners.
De Azteken leefden eerst als onderhorigen van de Tepaneken. In 1427 verbond de Azteekse leider Itzcoatl met Nezahualcoyotl van Texcoco om de tirannieke Tepaneken te verslaan. Ze slaagden hierin en samen met Tlacopan vormden ze het drievoudig verbond, dat de geschiedenis is ingegaan als het Azteekse Rijk. Onder Ahuitzotl wist het zich uit te breiden van de Pánuco tot Guatemala. Ahuitzotl versloeg onder andere de Mixteken, die in Oaxaca de macht hadden overgenomen van de Zapoteken.
De Tarasken, die hun koninkrijk Michoacán hadden gevestigd, wisten evenwel de Azteken af te houden. De Maya's waren inmiddels het ineenstorten van hun cultuur enigszins te boven gekomen. Nadat ze onderworpen waren door de Tolteken, werd Yucatán beheerst door de Maya-Tolteekse dynastie van Chichén Itzá, die later omver werd geworpen door de liga van Mayapan. Deze liga viel echter uiteen, en in 1500 bestond het Mayagebied weer uit stadstaatjes die voortdurend oorlog met elkaar voerden.
Het Azteekse rijk was een confederatie van drie stadstaten, Tenochitlan, Texcoco en Tlacopan, waarbij Tenochtitlan het belangrijkst was. De Azteekse heerser, de hueyi tlahtoani (“Grote Spreker”) van Tenochtitlan regeerde samen met een zogenaamde cihuacoatl (“Vrouwelijke Slang/Begeleider”, overigens altijd een man) en een raad van edelen. In de praktijk kwam het erop neer dat de tlahtoani over internationale politiek ging, en de cihuacoatl over het binnenlandse beleid. Dit was waarschijnlijk de reden waarom de Spanjaarden (gewend aan een enkele monarch) niet goed raad wisten met de politieke werkelijkheid van de Mexicanen. Zij hadden Monteuczoma (ook: Montezuma, Moctezuma) bestempeld als de onbetwiste leider van de Azteken en vonden het verwarrend toen bleek dat hij niet zonder meer besluiten kon nemen.
Een andere zeer belangrijke groep binnen de Azteekse samenleving was die van de handelaren, de Pochtecah. Zij vormden in feite een eigen gilde en stonden onder grote bescherming. Als een groep handelaren bijvoorbeeld overvallen werd door een vijandig leger, dan was dit een directe reden om de oorlog te verklaren. Volgens verschillende bronnen waren er Mexicaanse (Azteekse) handelskolonies van de grens met de Verenigde Staten in het noorden tot Centraal-Panama in het zuiden.

## Tarasken

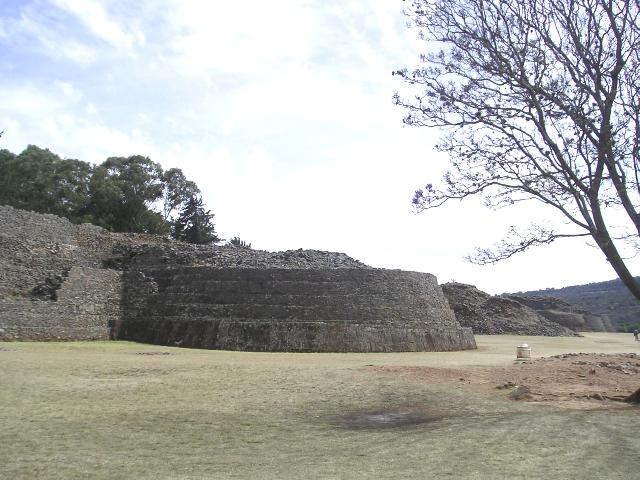
Resten van Tzintzuntzan, hoofdstad van de Tarasken

De Azteken waren echter niet de enigen. In het westen (het huidige Michoacán) was een ander rijk van mensen die zeer sterk van hen afweken: de Tarasken (eigen naam: Purepecha). De taal van de Tarasken heeft geen naaste verwanten, de Taraskische godsdienst was erg "on-Meso-Amerikaans" (er was bijvoorbeeld geen regengod) en metaalbewerking was vanaf het begin zeer goed ontwikkeld (het gebruik van metalen in Meso-Amerika kwam pas vanaf ongeveer 900 na Chr.). Verscheidene wetenschappers hebben naar een Zuid-Amerikaanse (Andes) oorsprong verwezen, maar zeker is dit allerminst. Feit is dat de taal meer op Andes-talen lijkt dan op Mexicaanse talen en dat er aangetoond kan worden dat de metaalbewerking uit West-Mexico regelrecht uit de Andes gekomen is (over zee).

## Mixteken

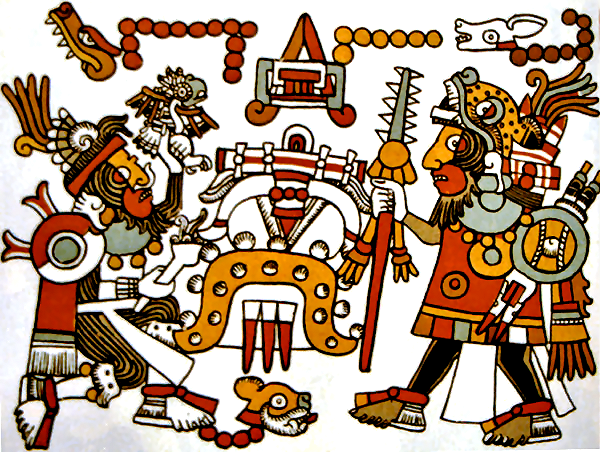
Heer Acht Hert Jaguarklauw (rechts), Mixteeks vorst

In Oaxaca kwamen tussen 900 en 1200 nieuwe regionale machthebbers op: de Mixteken (eigen naam: Ñuu Dzavui). Zij waren verwant aan de Zapoteken (eigen naam: Beni Zaa) maar namen geleidelijk een groot deel van het Zapoteekse gebied in, waaronder het oude Monte Albán. Zo wist een belangrijk Mixteeks heerser in de laat 11de eeuw een groot deel van Oaxaca onder zijn controle te krijgen. Deze geschiedenis over “Acht-Hert Jaguarklauw” (Iya Nacuaa Teyusi Ñaña) staan beschreven in tal van oude Mixteekse boeken. Het Mixteekse rijk viel echter na de dood van de stichter snel uit elkaar in verschillende stadstaatjes waarvan er uiteindelijk een aantal veroverd zou worden door de Azteken. Niettemin bleven ook nogal wat Mixteekse en Zapoteekse staten onafhankelijk.